# Йоаникий I Константинополски
Йеремия I (на гръцки: Ιωαννίκιος) e за кратко вселенски патриарх от 1524 до 1525 година.

## Биография
Скоро след избора си на 31 декември 1522 година патриарх Йеремия I Константинополски се отправя на обиколка през Кипър в Египет, Синай и Палестина. По време на престоя си в Йерусалим, столичното гръцко духовенство и аристокрация на Константинопол го сваля от престола през април или май 1524 година и избира на негово място Йоаникий Созополски.
Патриарх Йеремия I, подкрепен от патриарсите Йоаким I Александрийски и Михаил V Антиохийски, отхвърля преврата и съборно тримата отлъчват Йоаникий. Връщайки се към Константинопол е посрещан навсякъде от ентусиазирани хора и тълпи. Официално си възвръща вселенския патриаршески трон на 24 септември 1525 година.
След свалянето си, Йоаникий се установява в манастира „Свети Йоан Кръстител“ на едноименния остров край Созопол, където умира около 1526 година.